# Lena Bergman (född 1962)
Lena Annelie Bergman, född 15 oktober 1962 i Solna församling, är en svensk tidigare barnskådespelare.

## Filmografi
- 1973 – Scener ur ett äktenskap (TV-serie) – Karin, Mariannes och Johans dotter
- 1973 – Viskningar och rop – Maria som barn
- 1974 – Scener ur ett äktenskap (film) – Karin, Mariannes och Johans dotter